# Place Simone-Michel-Lévy
La place Simone-Michel-Lévy est une voie située entre le quartier de l'École-Militaire du 7e arrondissement et le quartier Necker du 15e de Paris.

## Situation et accès

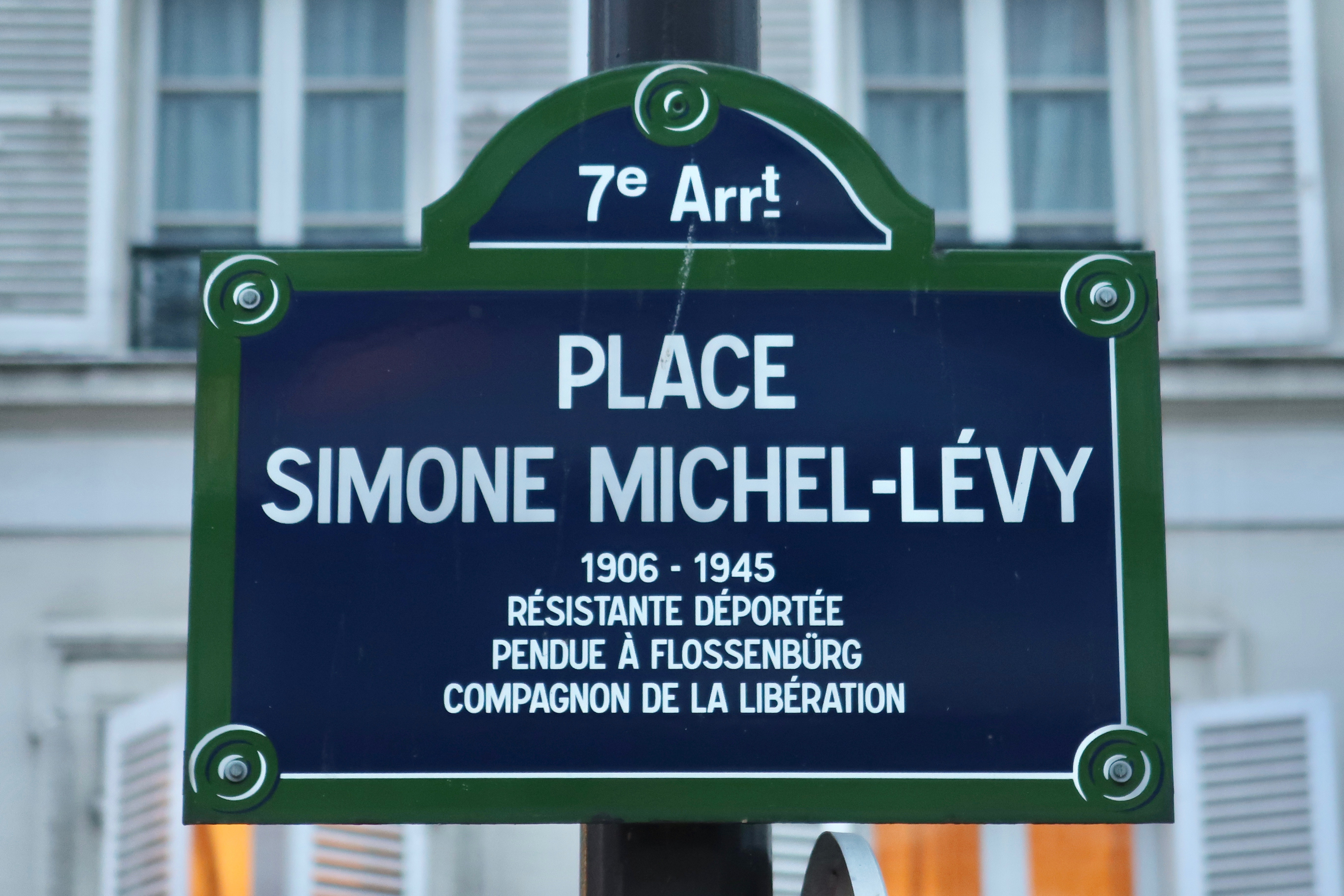
Plaque.

La place Simone-Michel-Lévy est desservie par les lignes 10 et 13 à la station Duroc.

## Origine du nom
Cette place porte ce nom en souvenir de la résistante française et compagnon de la Libération Simone Michel-Lévy (1906-1945).
Il s'agit de l'une des trois voies parisiennes baptisées en mémoire de femmes résistantes compagnon de la Libération.

## Historique
La place est créée, et porte son nom actuel en 2006, sur l'un des terre-pleins centraux de l'avenue de Saxe.